# Fort George G. Meade
Pour les articles homonymes, voir Fort Meade.
Le Fort George G. Meade est une installation de l'Armée des États-Unis située dans l'État américain du Maryland dans le census-designated place de Fort Meade.
Le fort est nommé en référence à George Gordon Meade, un général de la guerre civile américaine, qui a servi en tant que commandant de l'armée du Potomac. Lors de sa construction en 1917, l'ensemble était nommé « Camp Admiral ».

## Usage

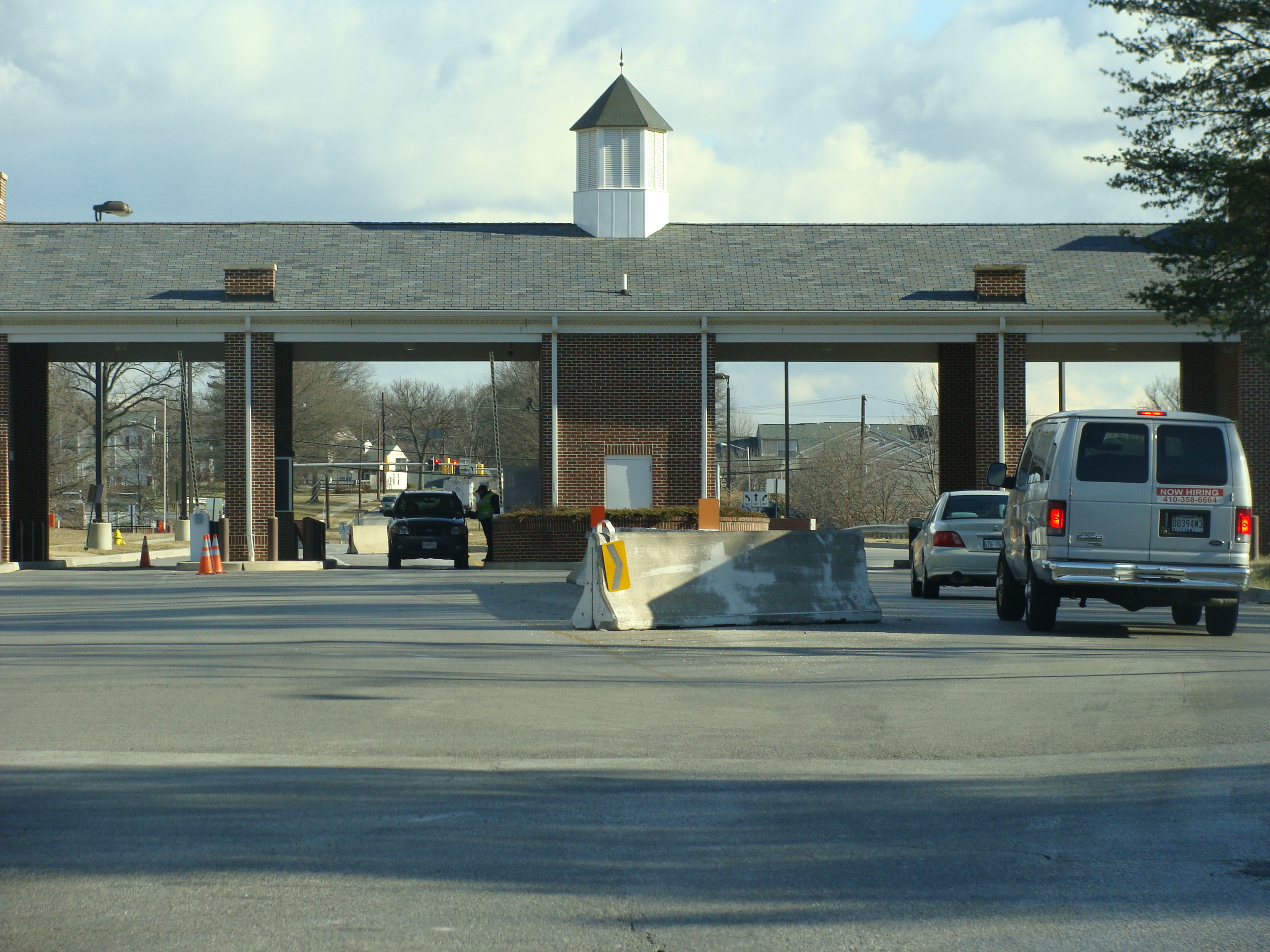
L'entrée principale du Fort George G. Meade.

Fort Meade héberge les quartiers-généraux de l’United States Cyber Command (USCYBERCOM), de la National Security Agency (NSA), du Defense Courier Service (en) (DCS) et de la Defense Information Systems Agency (DISA).
Il abrite également la Defense Information School (en) (DINFOS), The United States Army Field Band (en) et comprend des installations de soutien, tels que des écoles ou des logements, ainsi que les bureaux du Military Intelligence Civilian Excepted Career Program (en) (MICECP).
Durant la Seconde Guerre mondiale, Fort Meade était utilisé comme camp d'entraînement et de recrutement ; il servait aussi de camp d'internement de prisonniers de guerre ; de plus, c'était un camp de détention pour environ 384 résidents immigrés Japonais, Allemands et Italiens arrêtés comme membres d'une éventuelle « cinquième colonne ».[réf. nécessaire]

## Incident
Le 30 mars 2015, deux hommes tentent de pénétrer dans l'enceinte de la NSA à Fort Meade, donnant lieu à une fusillade devant l'entrée principale du site. L'un des assaillants est tué et un policier est blessé.